# Dexia fuscanipennis
Dexia fuscanipennis är en tvåvingeart som först beskrevs av Macquart 1846.  Dexia fuscanipennis ingår i släktet Dexia och familjen parasitflugor. Inga underarter finns listade i Catalogue of Life.